# Виргация складок
Вирга́ция скла́док (от лат. virga — «ветка», «отводок») — в геологии веерообразное расхождение пучка расщепляющихся складок горных пород, сопровождающееся постепенным погружением шарниров складок. Наблюдается обычно в местах окончания складчатых сооружений. Так, например, Северный Тянь-Шань в области своего западного окончания образует веер складок, слагающих хребты Чу-Илийский, Каратау и Чаткальский, а Гиссаро-Алай оканчивается на западе веерообразно расходящимися складками хребта Нуратау, хребтов Таджикской депрессии и Дарваза.
Также виргация складок может приводить к образованию горных отрогов.